# Озёра Финляндии

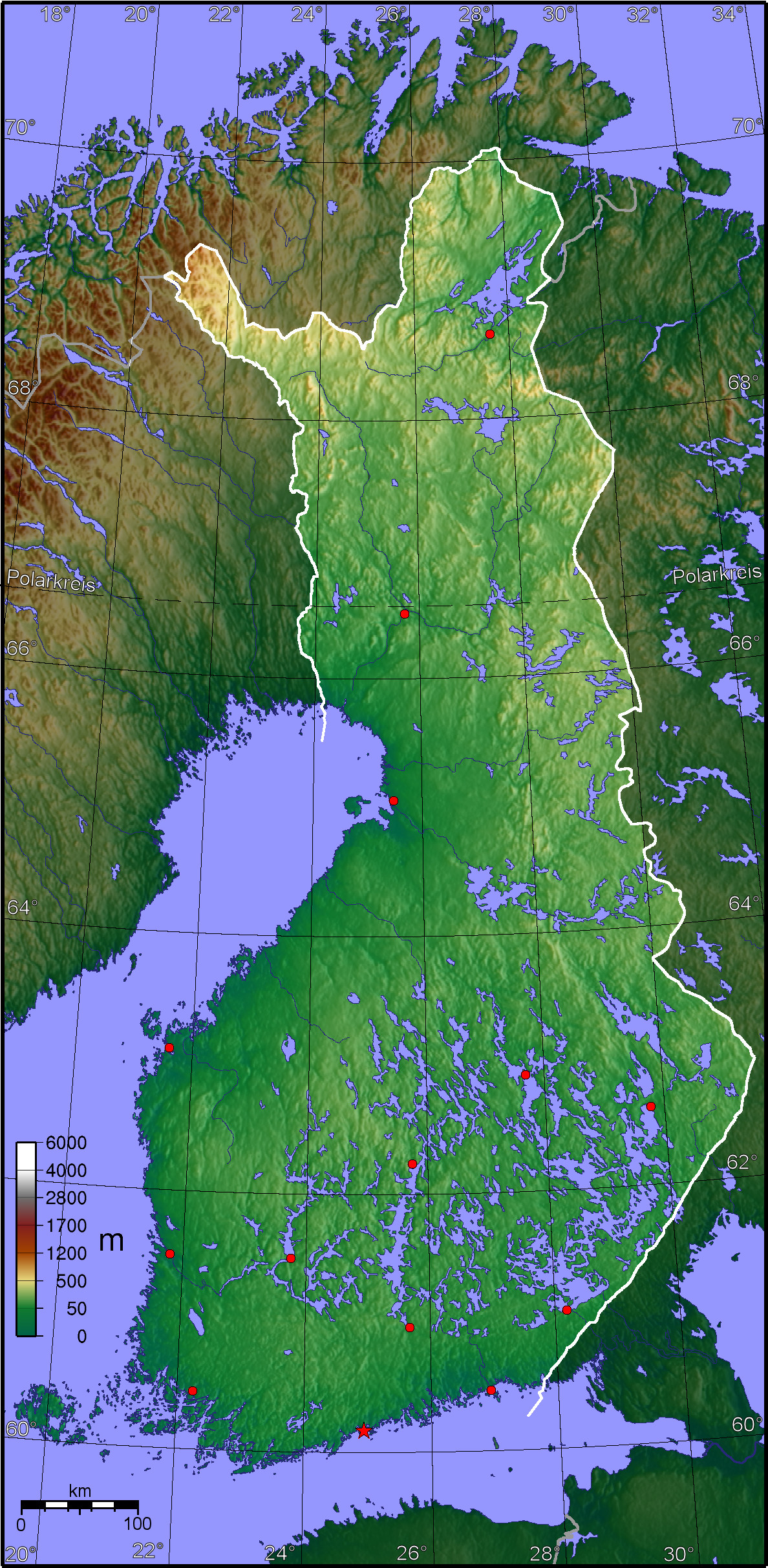
Озёра на карте Финляндии.

В Финляндии насчитывается около 190 тысяч озёр (из них — 168 тысяч озёр площадью более 500 м², включая 57 тысяч озёр площадью более 10 тысяч м²). Они занимают 9% площади страны.
Самое обширное озеро Финляндии — Сайма, расположенное на юго-востоке страны.
Существует расхожая фраза о том, что «Финляндия — страна тысяч озёр». Её используют в качестве рекламы туристических услуг и продуктов питания, производимых в Финляндии.

## Физико-географическая характеристика
Абсолютное большинство озёр в Финляндии имеют ледниково-тектоническое происхождение. Во время плейстоцена территория, которую занимает современная Финляндия, была покрыта ледниками. При таянии, происходившем 9-10 тысяч лет назад, ледники сформировали соответствующий рельеф с моренными грядами, валунами и болотистыми понижениями. Отступавшие ледники сгладили и заполнили котловины водой. Так, например, озёра Сайменской системы после отступления ледника непосредственно сообщались с Балтийским бассейном, являясь заливами Иольдиевого моря. Обособление современного бассейна озера Сайма от Балтики произошло около 8 000 лет назад.
В Финляндии также существуют озёра метеоритного происхождения. Крупнейшее кратерное озеро страны — Лаппаярви — находится в области Южная Остроботния. Возраст кратера оценивается в 73,3 млн лет. Удар метеорита создал кратер около 23 км в диаметре. Последующие геологические процессы сильно его деформировали.
Почти все озёра изобилуют многочисленными заливами, полуостровами и островами, соединены между собой протоками и образуют разветвлённые озёрные системы. В стране преобладают небольшие озёра со средними глубинами 5-20 м. Однако в пределах Озёрного плато, находящегося в центральной Финляндии, встречаются довольно большие и глубокие водоёмы. Так, глубина озера Пяйянне достигает 93 метров.

## Хозяйственное освоение и туризм

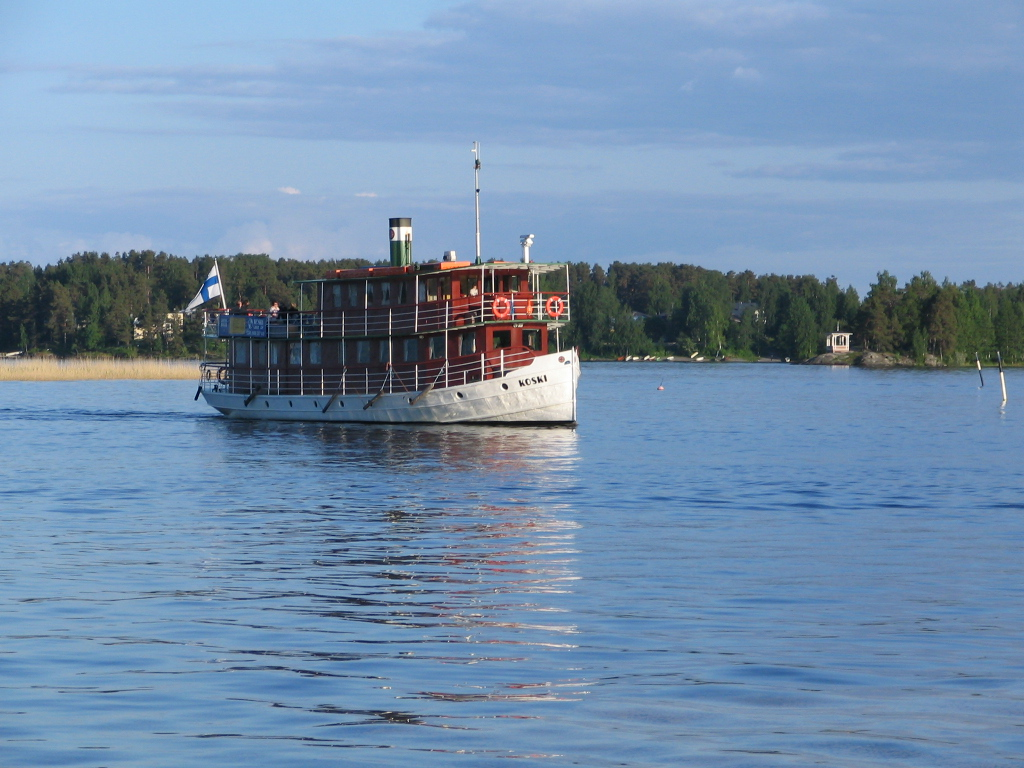
Прогулочный кораблик на озере Каллавеси

В XIX веке между крепостями Олавинлинна и Лаппеэнранта были сооружены 4 небольших канала: Кутвеле, Кяюхкяя, Куконхарью и Телатайпале. Они образовали судоходный фарватер. В 1856 году был открыт судоходный Сайменский канал, соединивший Сайму с Финским заливом и превративший озеро в ключевую для значительной части Финляндии транспортную артерию.
Впоследствии эти каналы сыграли важную для местных жителей роль в хозяйственном отношении, и в настоящее время представляют собой имеющую государственное значение ландшафтную достопримечательность. Другие каналы соединяют Сайму с меньшими озёрами восточной Финляндии и образуют сеть водных путей, используемых как для перевозки грузов (лес, бумага, металл и пр.), так и в качестве туристических маршрутов. Местным жителям и туристам предлагаются водные круизы и туры по внутренним маршрутам.
Сооружение каналов происходит и в новейшее время. В 1993 году российскими компаниями был построен канал, который связал озеро Пяййянне с озером Кейтеле, образовав судоходный путь протяженностью 450 км с пятью шлюзами. По каналу ходят круизные суда.
Озёра Финляндии также отличаются изобилием рыбы. Здесь водятся судак, окунь, щука, налим, лещ, плотва, язь, ряпушка, краснопёрка, густера, озёрная форель, озёрный лосось и сиг. Практически на всех водоёмах развита любительская летняя и зимняя рыбалка. Проводятся соревнования по спортивной ловле. Когда озёра замерзают, многие из них становятся популярными местами для занятий скандинавской ходьбой, лыжными и пешими прогулками.
По берегам озера Сайма найдены легкодоступные месторождения асбеста.

## Экологическое состояние

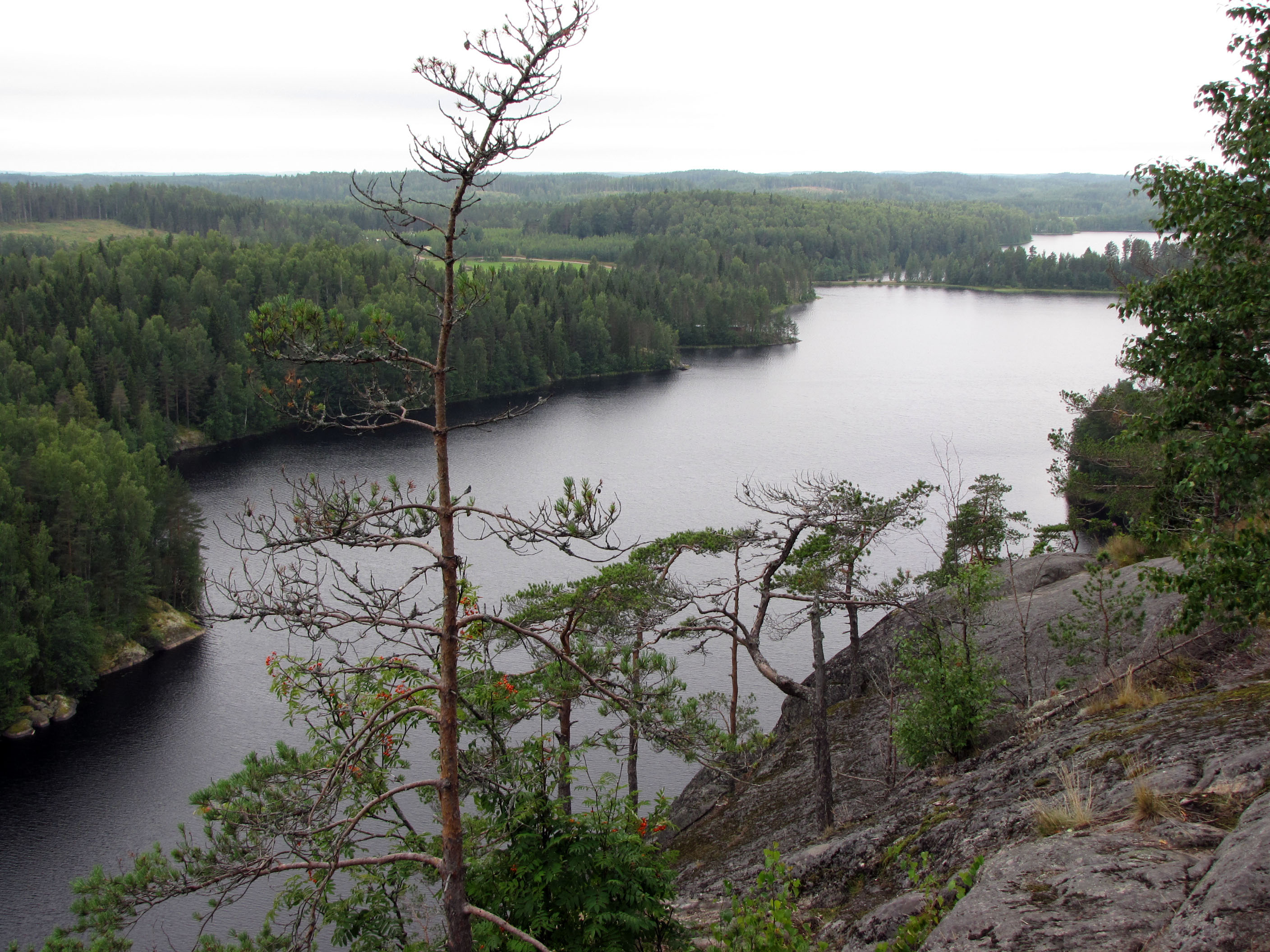
Вид на озеро Раутярви с горы Хауккавуори

Основными загрязняющими факторами озёр в Финляндии являются сточные воды расположенных на берегу населённых пунктов, стоки сельскохозяйственных производств, а также отходы деятельности промышленных предприятий. За счёт запуска новых очистных сооружений качество воды во многих озёрах в 2010-х годах улучшилось от удовлетворительного до хорошего и отличного. Такие статусы имеют около 80% водоёмов в стране. Также в Финляндии принимают дополнительные меры по восстановлению экологического состояния. Среди них: селективное рыболовство и удаление водной растительности.
Институт окружающей среды Финляндии следит за объёмом и качеством поверхностных вод. Он собирает информацию о толщине льда и снега, составляет отчёты о затоплении, публикует информацию о температуре воды для плавания, контролируют цветение водорослей.
В озере Сайма обитает находящаяся под угрозой исчезновения сайменская нерпа — один из пресноводных подвидов кольчатых тюленей (Pusa hispida saimensis). Её популяция, по данным на 2012 год, оценивалась в 310 особей; Союз охраны природы Финляндии планирует к 2020—2025 году увеличить популяцию до 400 особей.

## Озёра в культуре
Многие водоёмы являются неотъемлемой и важной частью региональной идентичности жителей Финляндии.
Так, например, в городе Куопио (провинция Северное Саво) популярна песня Ааро Ялканена Kallavesj, написанная 16 августа 1916 года. Она является неофициальным гимном провинции Саво. Песня повествует о сильной тоске по родному краю, по милым берегам озера Каллавеси, которую испытывает парень из Куопио, вынужденный эмигрировать в Америку:
|  | Каллавеси, Каллавеси, ты навсегда в моём сердце, здесь матушка моя стирала, отец мой самоловы ставил, а брат родной тайком рыбачил, о жизни размышлял и женщин обольщал. Каллавеси, Каллавеси, твои берега в тростнике так дороги мне, Там, где гагары гнёзда вьют и корабли уходят вдаль, к чужим морям. Каллавеси, Каллавеси, не счесть твоих островов и проливов! Увы, никогда мне снова не обогнуть косы Пуйонсарви, где с палуб слышится «Куопио, Куопио!»Ааро Ялканен |

äet mun paetanj monta kertoo, isä särillep pitj mertoo,

veljmies salloo tuulastelj, tiirustelj, riijustelj.

Kallavesj, Kallavesj, kallis kaeslarantonesj!

Siellä päevät puikkelehtii, siellä kuikat, laevat tehtii

purjehtimmaa mualimaa, avaraa, merriin taa.

Kallavesj, Kallavesj, suarinesj ja salaminesj!

Tokko suanen koskaa ennee kierteep Puijonsarven nennee,